# Осада Минорки (1781)
Осада Минорки (1781) — пятимесячная осада укреплений вокруг порт-Маон в ходе американской революционной войны, завершившаяся штурмом в 1782 году. Отвоёванный испанцами остров остался за Испанией по окончании войны.

## Предыстория
Находившийся в британских руках с 1763 года остров Минорка представлял собой важную стратегическую позицию в западном Средиземноморье, особенно ценную для флота благодаря прекрасной закрытой гавани Порт-Маон.
Захваченный англичанами, затем отбитый испанцами в ходе Семилетней войны и наконец, полученный Англией по Парижскому миру он, по своему положению, позволял контролировать как средиземноморские порты Испании и Италии, так и, всего важнее, французскую военно-морскую базу Тулон, то есть все сильнейшие базы в западной части Средиземного моря.
За время борьбы за Маон, сменявшиеся хозяева построили здесь укрепления (форт Сан-Карлос), верфь и киленбанку (Джорджтаун, современный Эль Кастель), склады, и оборудовали порт. От этого его ценность естественно выросла. Сам остров, хотя и не слишком плодородный, мог отчасти поддерживать население за счёт собственного сельского хозяйства и рыболовства. Наконец, в военное время он служил базой для приватирства: лицензии выдавались прямо на месте губернатором.
Обладание островом было среди причин, побудивших Испанию вступить в войну. В отличие от Франции, она ни в коей мере не была заинтересована в американской независимости. Её мотивы были вполне конкретны: возвратить потерянные в предыдущей войне владения. Хотя к 1781 году Гибралтар всё ещё не давался им в руки, они решили переключить внимание на Минорку. С испанской точки зрения, эти операции были просто восстановлением статус-кво, существовавшего до 1756 года.

## Высадка
С помощью взятых взаймы 8000 французов и 100 пушек герцога де Крильона (и под его командованием), Бурбоны высадились в августе и скоро захватили весь остров, за исключением укреплений при входе в гавань: замка Сан-Филипп и форта Сан-Карлос.
Планом предусматривался одновременный захват всех важных пунктов острова, включая все большие бухты. Но расчёт был на то, что британцы не опознают приближавшуюся эскадру как вражескую. На самом же деле внезапности достичь не удалось. Большинство находящихся на острове войск (за исключением примерно 200 солдат в других пунктах) и часть жителей укрылись за стенами в Сан-Филипп, и посыльное судно с известиями ушло в Ливорно. В плену оказались часть проживающих на острове британцев и привозных рабочих (около 2600 человек), но люди в крепости были настроены обороняться и ожидать помощи извне.
Поэтому начальный успех испанцев не завершился быстрой победой. Они перешли к длительной осаде. К 23 августа на острове было около 7000 испанцев, позже высадились ещё 3000. Обеспечивавшая их французская эскадра де Гишена большей частью вернулась в Брест.

## Осада
Когда весть о вторжении, примерно через четыре недели, дошла до Британии, газеты сообщили, что гарнизон насчитывает около 5660 человек. Однако из этого числа 1500 были местное ополчение, и 400 гражданские. Очень немногие из них ушли в крепость, за исключением некоторых торговцев: арабов, евреев, греков и т. д., которых англичане приветствовали на Менорке (остальных членов североафриканской и еврейской общины захватчики выслали 11 сентября, а вскоре после этого и других иностранных подданных). Кроме того, в число солдат газеты включили захваченных в других местах на острове, так что реально в форту было около 3000 — а возможно, даже эта цифра преувеличена.
Вскоре начались осадные работы вокруг Сан-Филипп, и ещё важнее на Ла Мола, на противоположной стороне от входа в гавань, и в Бинисиада, недалеко от Джорджтауна. Англичане не собирались облегчать им жизнь, они направили свои пушки на места работ, а иногда делали вылазки из форта. Самая серьёзная вылазка состоялась 11 октября, когда от 400 до 700 (согласно испанским газетам) человек пересекли гавань и захватили в Ла Мола 80 солдат и 8 офицеров. Испанские войска пустились в погоню, но слишком поздно; офицеры были позже освобождены под честное слово больше не воевать, если только их не обменяют на пленных британских офицеров. Трое британских солдат были убиты. Хотя эта вылазка была успешна, отношения между Мюррем и его заместителем, генерал-лейтенантом сэром Уильямом Дрейпером (англ. William Draper), стали натянутыми из-за споров о разграничении власти, и позже только ухудшались.
Ещё до этого, среди войск де Крильона было значительное недовольство, экспедицию сравнивали с безуспешным испанским нападением на город Аргель (в Алжире) в 1775 году. В этой связи были вызваны подкрепления, и по совпадению, первая партия прибыла в Форнеллс из Марселя на следующий день после вылазки. К 23 октября две бригады (французская и немецкая), всего 3886 человек, присоединились к 10 411 уже находившимся на острове. В это же время, испанское правительство запросило де Крильон испробовать другую стратегию. Среди довольно путаных докладов, просочившихся в Англию с Минорки, с задержкой на несколько месяцев, были два письма опубликованные в лондонских газетах в конце января 1782 года. Одно, от Мюррея к де Крильону, от 16 октября 1781 года, резко напоминает ему, что фамильное древо Мюррея не менее благородно, чем герцога, и что когда король просил покойного герцога де Крильон предать свою честь, он отказался. Другое письмо содержит ответ де Крильона, где говорится, что лично он с удовлетворением принимает критику Мюррея. Причиной этого обмена письмами было предложение губернатору в 500 000 песо (тогда чуть более £100 000) плюс гарантированный чин в испанской или французской армии, в обмен на капитуляцию.
Всё это время Королевский флот возле острова не появлялся: озабоченное судьбой Гибралтара, британское правительство не имело свободных кораблей для доставки войск и снятия осады. 23 мая 1781 года посланный всё же вице-адмиралом Дарби отряд под конвоем HMS Flora (36) и HMS Crescent (28) наткнулся на нового противника — голландцев Castor и Briel (оба 36-пушечные). Хотя Flora в конце концов одержала победу и даже выручила Crescent, но только после того, как он сдался Briel.

## Бомбардировка и капитуляция
11 ноября начали обстрел батареи осадных мортир. В первые пару дней в крепости был повреждён только лафет малой 6-фунтовой пушки. Одна мортирная батарея была уничтожена, когда снаряд, выпущенный из крепости, попал в пороховой погреб. Британским артиллеристам также удалось потопить транспорт снабжения, разгружавшийся у стенки в Джорджтауне. Об этом сообщается в двух письмах от генерала Мюррея, от 12 и 13 ноября, которые как-то попали в Англию 4 декабря. Были также письма от британского правительства Мюррею, с восхвалениями храбрости гарнизона и обещаниями помочь как только будет возможно. На самом деле, при продолжающейся осаде Гибралтара, в Англии надеялись лишь на многочисленные усовершенствования, сделанные в Сан-Филипп после провала 1756 года — в том числе на годовой запас продовольствия.
После почти двух месяцев артиллерийского обстрела форта, на 6 января 1782 был назначен финальный штурм. В первые дни атаки, усиленная бомбардировка из 100 пушек и 35 мортир нанесла такой ущерб внешним укреплениям, что Мюррей принуждён был отвести все свои войска в пределы внутренней цитадели. Однако, как только обстрел ослабевал, обороняющиеся сами начинали бомбардировки позиций противника из более чем 200 пушек и 40 мортир — а 12 января они сумели потопить ещё один транспорт. Через три дня нападавшие расквитались, и подожгли зажигательной гранатой ключевой склад, где хранились, среди прочего, основные запасы солонины, которые горели в течение четырёх дней. Примерно в это же время, отношения между губернатором Мюрреем и вице-губернатором Дрейпером окончательно разладились, и после неприятного инцидента последний был отстранён от обязанностей.
Потеря мяса для гарнизона была не очень страшна. Но укрепления форта не включали защиту огородов, поэтому жители не имели доступа к свежим овощам — самому надёжному лекарству от цинги которая, как теперь известно, вызывается дефицитом витамина. Всё больше солдат обнаруживали серьёзные симптомы, и в начале февраля число больных росло на 50 и более в день. Чтобы следить за всеми пунктами сложной обороны, требовалось 415 человек. К 3 февраля только 660 были в состоянии выполнять хоть какие-то обязанности, то есть в гарнизоне не хватало 170 человек до 830, необходимых для караула в две смены. Из этих 660 человек, 560 показали признаки цинги, а несколько погибли на посту, решив не сообщать о своём состоянии медикам.
После нескольких донесений от врачей, 4 февраля 1782 года генерал Мюррей направил герцогу де Крильону условия сдачи из десяти пунктов, основанные на принципе, что гарнизон должен быть обеспечен транспортом обратно в Великобританию, за который заплатит британское правительство. Они были отвергнуты, так как де Крильон имел инструкции настаивать, чтобы гарнизон был объявлен военнопленными. Но он явно намекнул на возможность компромисса. Окончательное соглашение, принятое обеими сторонами 5 февраля и подписанное 6 февраля гласило, что люди становятся военнопленными временно, пока ждут транспортов, и даже предусматривало, что:

принимая во внимание упорство и доблесть, которые генерал Мюррей и его люди показали в храброй обороне, им будет разрешено выходить с оружием в руках, барабанным боем, зажженными фитилями, и развернутыми знаменами, до тех пор пока, пройдя посреди армии, они должны будут сложить оружие и знамёна.
Оригинальный текст (англ.)in Consideration of the Constancy and Valour which General Murray and his Men have shewn in their brave Defence, they shall be permitted to go out with their Arms shouldered, Drums beating, lighted Matches, and Colours flying, till having marched through the Midst of the Army, they shall lay down their Arms and Colours

Это примерно 950 человек которые ещё могли ходить и проделали, маршируя сквозь ряды испанских и французских войск, выстроенных по обе стороны дороги от крепости Сан-Филипп до Джорджтауна, где защитники сложили оружие и сдались «одному только Богу». Хотя Мюррей смотрел прямо перед собой, де Крильон и его заместитель барон де Фалькенхайн сообщили ему, что многие из французов и испанцев от этого зрелища плакали. В некотором отношении, де Крильон и его подчинённые вышли далеко за рамки соглашения, и Мюррей отметил, что они предоставили «всё что могли, для восстановлению наших сил».

## Последствия
Gaceta de Madrid (22 февраля 1782 г.) оценивает испанские потери в 184 убитых и 380 раненых. По данным рапорта в London Gazette, в конце осады 59 человек из британского гарнизона были убиты. Следовательно, остаётся 2481 человек военных, в том числе 149 раненых, сдавшихся в плен. Остаётся предположить, что либо многие смерти от цинги не были учтены, либо более ранние британские заявления о размерах гарнизона сильно преувеличены. Также среди вышедших из форта после капитуляции были 43 гражданских, 154 жён и 212 детей. Сама крепость, после некоторых обсуждений среди испанских военных, была разрушена с тем, чтобы всемерно затруднить ремонт, так что даже если бы она пала перед внезапным нападением, подобным задуманному де Крильоном, её нельзя было бы использовать против испанцев.
За свои успехи де Крильон получил титул «герцог Маонский» (исп. duque de Mahón) и был назначен командующим приступом Гибралтара, где он составил смелый план штурма цитадели. Генерал-лейтенант Джеймс Мюррей предстал перед военно-полевым судом в ноябре 1782 года по обвинениям, предъявленным Уильямом Дрейпером. Мюррей был признан виновным лишь в двух нарушениях (из которых наиболее серьёзным была отдача унизительного для его заместителя приказа — та искра, которая привела к отстранению Дрейпера в январе). В январе 1783 года он был присуждён к выговору, а вскоре после этого, по прямому вмешательству короля Георга III, он получил извинения от Дрейпера за некоторые высказывания вне суда, которые иначе могли бы привести к дуэли. В феврале он был повышен до полного генерала, но поскольку ещё в осаде прошёл 60-летний рубеж, он так и не вернулся к активной службе, хотя и стал в 1789 году полковником 21-го полка фузильеров.
Что касается британской Минорки, она стала жертвой политики Кабинета, принесённой ради других владений: не желая выделять корабли и войска для обороны, правительство просто оставило её на милость противника. Британия снова захватила Минорку в 1798 году во время Французской революционной войны, но окончательно вернула её Испании в 1802 году по Амьенскому договору.
Позднее Король Карл III учредил  королевскую церемонию Военной Пасхи. В современной Испании король и министр обороны выступают с речью перед правительством и представителями трёх родов войск.